# Église Notre-Dame-de-l'Assomption de La Chapelle-Laurent
Pour les articles homonymes, voir Église Notre-Dame-de-l'Assomption.
L'église Notre-Dame-de-l'Assomption est une église catholique d'origine romane située à La Chapelle-Laurent, dans le département français du Cantal et la région Auvergne-Rhône-Alpes.
Le chœur, seul conservé de l'époque romane, fait l'objet d'une inscription au titre des monuments historiques depuis le 17 septembre 1969.

## Historique

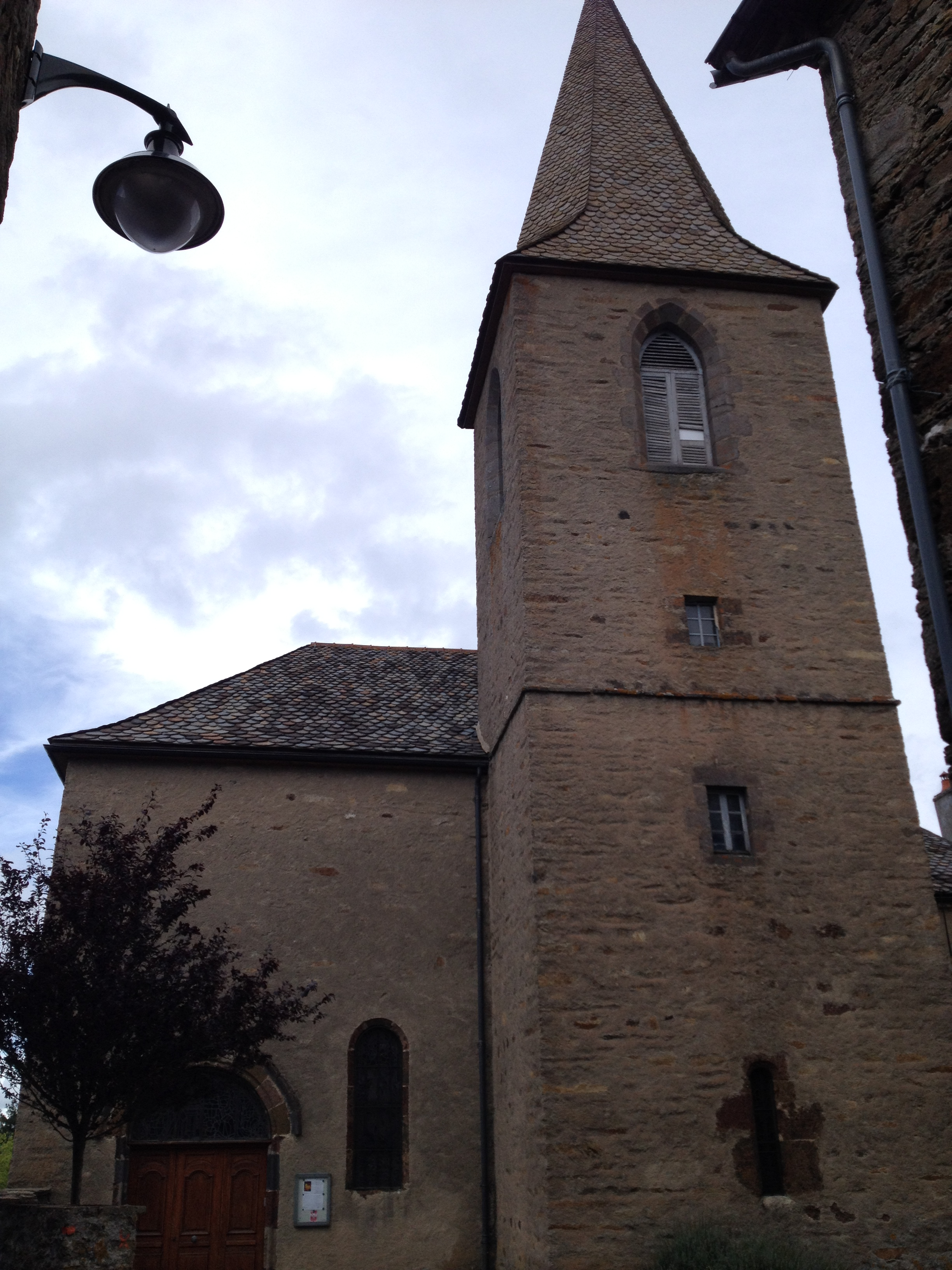
Église Notre-Dame-de-l'Assomption de La Chapelle-Laurent (façade)

L'église romane est construite dans la première moitié du XIIIe siècle et modifiée au XVIe siècle par l'ajout de deux chapelles latérales. La nef et le clocher sont d'origine moderne.
Pierre Moulier relève des similitudes architecturales entre cette église et celle de Saint-Mary-le-Plain, concluant que ce sont « deux églises jumelles, construites à la même époque par les mêmes artisans, cas assez rare pour être signalé ».